# Bosquentin
Bosquentin is een gemeente in het Franse departement Eure (regio Normandië) en telt 98 inwoners (2009). De plaats maakt deel uit van het arrondissement Les Andelys.

## Geografie
De oppervlakte van Bosquentin bedraagt 7,2 km², de bevolkingsdichtheid is dus 13,6 inwoners per km².
De onderstaande kaart toont de ligging van Bosquentin met de belangrijkste infrastructuur en aangrenzende gemeenten.

## Demografie
Onderstaande figuur toont het verloop van het inwonertal (bron: INSEE-tellingen).